# AS Rejiche
El AS Rejiche es un equipo de fútbol de Túnez que juega en el Championnat de Ligue Profesionelle 2, la segunda división nacional.

## Historia
Fue fundado en el año 1980 en la ciudad de Rejiche y fue un equipo aficionado hasta que logró el ascenso a la segunda división nacional en la temporada 2018/19.
Al año siguiente es campeón de segunda división y asciende a la CLP-1.

## Palmarés
- CLP-2: 1

2019/20